# 陸培春
陸 培春（ル・ペイチュン、Lu Peichun、1947年 - ）は、マレーシアのジャーナリスト。
マレーシア陸培春留日センター社長。

## 略歴
マレーシア・クアラルンプールに生まれる。
1979年に東京外国語大学日本語学科を卒業後、シンガポールの華字紙「星洲日報」、「聯合早報」の初代特派駐日記者となる。
在日コラムニストを務める傍ら、駒沢大学、山梨学院大学の非常勤講師、青森中央学院大学の客員教授を務めた。
連載コラム「日本漫歩」で第1回ラジオたんぱアジア賞を受賞した
。1983年以来、マレーシア福連会文学基金会ルポルタージュ部門優秀賞を11回受賞する。

## 著書
- 『日本與日本人』(1984) (長青書屋)
- 『飽食日本 : 東南アジアは日本に学べるか』 花野敏彦 訳 (1986) ISBN 978-4377306958 （サイマル出版会）
- 『日本に何を学ぶのか: シンガポール記者の目』  福永平和 訳 ; 謝立慈 訳(1986) ISBN 978-4326650637（勁草書房）
- 『驕る日本人 : 日本は東南アジアの友人か』 (1987) ISBN 978-4377307313 （サイマル出版会）
- 『傲慢的日本人』(1988) ISBN 7805610061 (渤海湾出版公司)
- 『シンガポール・マレーシアから豊かで貧困なニッポン人へ!』 (1989)（梨の木舎）
- 『驕傲的日本人』(1990) ISBN 9623572328 (明窗出版社)
- 『日本政界奇聞』(1990) ISBN 9623572557 (明窗出版社)
- 『戦争與和平』(1991) ISBN 9623573618 (明窗出版社）
- 『女人在日本』(1991) ISBN 9623573278 (明窗出版社）
- 『日本留學見聞』(1991) ISBN 9623573006 (明窗出版社）
- 『アジアから見たニッポン: 東京特派員5000日コラム』 (1992) ISBN 978-4195972670（徳間文庫）
- 『シリーズ・アジアを見るジャーナリストの目⑥ PKOアジア人と日本の高校生はどう考えているか』 (1993)ISBN 978-4816693038（梨の木舎）
- 『アジア特派員が見た日本とアジア: 東京発もうひとつのアジア報道』 （１９９３） ISBN 978-4478170380 （ダイヤモンド出版社）
- 『アジアから見た日本の国際貢献』 (1994) ISBN 978-4845103256 （労働旬報）
- 『東京発アジア電』 (1994) ISBN 978-4198901769（徳間文庫）
- 『アジア人が見た８月１５日』 (1995) ISBN 978-4876991983（かもがわ書房）
- 『中国４０００年の発想源』(1995) ISBN 978-4478170441 （ダイヤモンド出版社）
- 『華人網絡: 12億5千万人のチャイニ-ズ・ネットワ-ク』 (1995) ISBN 978-4887240186（DHC）
- 『もっと知ろうアジア』 (1995) ISBN 978-4005002498（岩波ジュニア新書２４９）
- 『「脱米入亜」のすすめ』 （1996） ISBN 978-4829501719 (芙蓉書房出版)
- 『観光コースでないマレーシア・シンガポール』 (1997) ISBN 978-4874981924（高文研）
- 『マレーシア屋台天国』 (1998) ISBN 978-4871886505（エヌティティ出版）

### 共著
- 文京洙 編 『アジアで生きる人びと』 (1992) ISBN 4272200550 (大月書店)
- 本島等 [ほか]著 『いま、平和とは : 国際社会と日本』(1996)ISBN 4-561-91052-2 (白桃書房)
- 根岸毅, 大石裕 編 『変動する政治と社会 : 解読の手法(慶應義塾大学法学部政治学科開設百年記念講座)』(1999)  ISBN 4-7664-0744-X (慶應義塾大学出版会)
- 駒澤大学マス・コミュニケーション研究所 編 『社会とメディア (駒澤大学マスコミ研究所叢書)』(2013) ISBN 978-4-7923-3315-7 (成文堂)

### コラム
- 『シリ-ズ外国人の眼--シンガポ-ルの「戦後50年」 陸培春 p19～24』 (1995/9) 世界と議会 ISSN 0913-1469 (尾崎行雄記念財団)
- 『平和憲法を守ることが最大の国際貢献 陸培春 p7～11』 (1997/6) 法と民主主義 ISSN 0385-034X (日本民主法律家協会)
- 『アジアの中の日本 陸培春 p51～65』(1998/7) 未来をひらく教育 ISSN 0288-9412 (全国民主主義教育研究会)(同時代社)
- 『国際社会における日本の役割 陸培春 p29～42』(1998/7)  PRIME ISSN 1340-4245 (明治学院大学国際平和研究所)
- 『アジア人から見た日米新ガイドライン 陸培春 p31～37』 (1998/8) 法と民主主義 ISSN 0385-034X (日本民主法律家協会)
- 『“愛他国心”をも育てよう！ 陸培春 p68～69』 (1998/10) 月刊社会教育42 ISSN 0287-2331 （旬報社、国土社）
- 『日本批判について 陸培春 p64～65』 (1998/11) 月刊社会教育42 ISSN 0287-2331（旬報社、国土社）
- 『 “日本迎合”考 陸培春 p64～65』 (1998/12) 月刊社会教育42 ISSN 0287-2331（旬報社、国土社）
- 『“生老病死”と私 陸培春 p74～75』 (1993/1) 月刊社会教育43 ISSN 0287-2331（旬報社、国土社）
- 『法匪教授 陸培春 p72～73』 (1993/2) 月刊社会教育43 ISSN 0287-2331（旬報社、国土社）
- 『マレーシア・ボレ 陸培春 p74～75』 (1993/3) 月刊社会教育43 ISSN 0287-2331（旬報社、国土社）
- 『過熱するマレーシアの進学ブームと日本 陸培春 p92～93』 (1993/4) 月刊社会教育43 ISSN 0287-2331（旬報社、国土社）
- 『日本のマスコミはマスゴミになりつつある!? 陸 培春 p76～80 』 (1995) 法学セミナー40 ISSN 0439-3295 (日本評論社)

### その他
- 『直撃インタビュー ルーツをみすえ未来への翼をつけ地球全体とつきあう 陸培春 p4～8』 (1998/3) 高校のひろば / 日高教・高校教育研究委員会 編 ISSN 1343-7070(旬報社)
- 『四字熟語にみる/中国 四千年の経営の知恵 陸培春 p53～57』 (1998) 山陰の経済 1998年4月 ISSN 0911-6869 (山陰経済経営研究所)
- 『日中対立で「漁夫の利」得るのは米国　マレーシアの知日派ジャーナリスト、陸培春さん』 2010年11月 (日刊ベリタ)

## テレビ出演
NHK 世界からの質問状ーあなたは日本を説明できますかー(1988年1月2日) 松平定知/ジュディ・オング/石川好/堺屋太一/佐藤一朗/マルティヌ・マティアス/陸培春
朝まで生テレビ! 『激論！開国or鎖国 ドーする外国人労働者』 (1989/10/28) 大島渚/グレゴリー・クラーク/西部邁/辻元清美/舛添要一/石川好/内山安雄（作家）/陸培春（聯合早報コラムニスト）/林義郎/大石正光/手塚和彰/山口令子（気功家・ジャーナリスト）/小野五郎（信州大学経済学部教授、元通産省官僚）/郷宗親（東京商工会議所）/デーブ・スペクター
筑紫哲也 NEWS23 異論!反論!OBJECTION 「カンボジア選挙&PKO 在日アジア人からのOBJECTION!」（1993/5/25）筑紫哲也/有村かおり/金美齢(早稲田大学講師)/ベマ・ギャルポ(チベット文化研究所所長)/陸培春(コラムニスト)